# Katya Zamolodchikova
Brian Joseph McCook (Boston, 1 de maig de 1982), amb el nom artístic de Yekaterina Petrovna Zamolodchikova (en ciríl·lic rus, Екатерина Петро́вна Замоло́дчикова) o simplement Katya (Катя), és un actor, comediant, celebritat d'internet i drag queen dels Estats Units.
En el seu personatge de Katya, és coneguda per competir en la setena temporada de RuPaul's Drag Race, de la qual va acabar en cinquena posició, a més de guanyar el títol de Miss Simpatia. Posteriorment, va ser finalista en la segona edició de RuPaul's Drag Race: All Stars.
Juntament amb Trixie Mattel, concursant també de RuPaul's Drag Race, Katya presenta el programa UNHhhh, una sèrie web del canal de YouTube de World of Wonder, amb més de 52 milions de vistes a juliol de 2020. Els anys 2017 i 2018, va ser coamfitriona d'"El Show de Trixie i Katya" a Viceland.

## Biografia
Va néixer a Marlborough, Massachusetts. McCook es va graduar a l'Institut Marlborough i va acudir a la Universitat de Massachusetts d'Art i Disseny, on va estudiar performance al programa d'Estudi per a Mitjans de Comunicació Interrelacionats (SIM), en què es va començar interessar pel món drag. És el mitjà de tres germans, d'ascendència irlandesa, i va ser criat com a catòlic.
McCook va crear el personatge rus Yekaterina Petrovna Zamolodchikova el 2006, combinant noms russos i el de la seva gimnasta favorita, Elena Zamolodchikova. Quan va crear el seu personatge, McCook va declarar que es va inspirar en "comediants femenines i dones interessants, gracioses com Tracy Ullman, Maria Bamford i Amy Sedaris."
El seu personatge rus també està inspirat en un professor que va tenir mentre estudiava Art i Disseny. En el primer episodi de la seva temporada de RuPaul's Drag Race, McCook va afirmar que aquest professor "mai sortia de casa sense maquillar i anava amb talons de 15 centímetres". Des de llavors, McCook va fer classes de rus i va perfeccionar l'accent utilitzant una cinta de casset.

## Carrera

### RuPaul 's Drag Race
Katya va audicionar per RuPaul 's Drag Race quatre vegades abans de ser escollida per participar en la temporada 7.
Va guanyar dos reptes, en els episodis 6 i 10. Tot i així, va ser eliminada a l'episodi 11. La decisió per eliminar-la va ser polèmica entre els seguidors del programa. Al capítol de retrobament, va ser votada Miss Simpatia pels teleespectadors.
El 17 de juny de 2016, va ser anunciada com una de les concursants de la segona temporada de RuPaul's Drag Race: All Stars. Juntament amb Detox, va aconseguir el lloc de subcampiona.

### Altres projectes

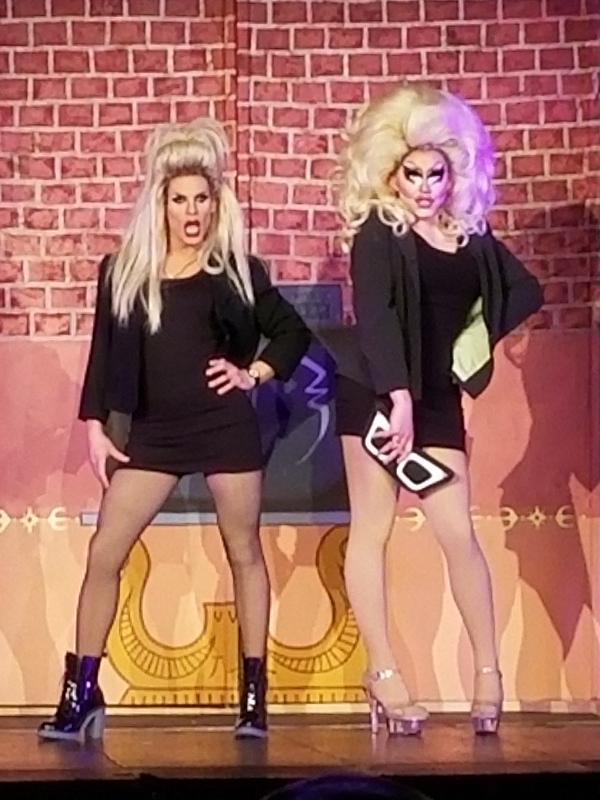
Katya i Trixie Mattel

Katya actua regularment a Boston en diversos clubs nocturns gais. Usualment interpreta cançons populars o d'artistes i bandes de Rússia, com ara Alla Pugacheva, t.A.T.u. o Glukoza.
Katya ha actuat en diverses ciutats arreu del món, visitant Brasil, Perú o Austràlia juntament amb altres drag queens com Trixie Mattel i Willam Belli.
Katya ha creat diverses sèries web al seu canal de YouTube, "welovekatya", entre les quals RuGRETs, RuFLECTIONS, Drag 101, i Irregardlessly Trish. Aquest últim és sobre una perruquera bostoniana que viu en un contenidor d'escombraries. Katya improvisa les seves actuacions i també escriu els seus papers al costat d'Avi Paul Weinstein.
Al novembre de 2015, Katya va aparèixer a l'àlbum Christmas Queens, cantant una versió de la cançó "12 Days of Christmas".
Katya té un programa al canal de YouTube de World of Wonder, que presenta al costat de Trixie Mattel, anomenat UNHhhh, el qual va debutar al març de 2016. El 21 d'agost de 2017 va anunciar que Katya i Trixie tindrien el seu propi programa a Viceland, titulat El Show de Trixie i Katya, finalment estrenat el 15 de novembre de 2017.
El 14 de juliol de 2020, Katya i Trixie Mattel van llançar el seu primer llibre, titulat Trixie and Katya's Guide to Modern Womanhood. El llibre, publicat per Plume Books, va aconseguir el segon lloc de la llista de best sellers de The New York Times en la seva primera setmana a la venda.